# Vrutice
Vrutice è un comune della Repubblica Ceca, facente parte del distretto di Litoměřice, nella regione di Ústí nad Labem.